# Шер, Иден
И́ден Ребе́кка Шер (англ. Eden Rebecca Sher, род. 26 декабря 1991, Лос-Анджелес, Калифорния, США) — американская актриса и комедиантка, режиссёр, сценарист, кинопродюсер. Наиболее известна по роли Сью Хэк в ситкоме «Бывает и хуже».

## Ранняя жизнь
Иден Ребекка Шер родилась и выросла в Лос-Анджелесе, штат Калифорния, в еврейской семье. Иден является младшим ребёнком. Помимо неё есть старший брат Космо и средний Бен. Дети семейства Шер росли без отца, поэтому воспитанием и материальным обеспечением семьи занималась только мама — школьная учительница.
С восьми лет Иден начала активно участвовать во всех школьных спектаклях, петь в школьном хоре и выступать в местном театре.

## Карьера
Дебют на телевидении состоялся после одной из школьных пьес, когда Иден заметили и пригласили на популярную телепередачу «Сегодня вечером», где девочка выступила на одной сцене с актёром и стенд-ап комиком Джеем Лено. После этого последовали предложения и съёмки в рекламных роликах.
В 2001 году, в возрасте 10 лет, Шер дебютировала в своем первом короткометражном фильме «Stuck».
В 2006 году появляется в роли Гретхен в сериале «Дурман». В том же году она получает одну из главных ролей в сериале «Сыны и дочери», однако, из-за низкого рейтинга, данный проект завершается уже после первого сезона.
В 2007 году Иден играет эпизодическую роль в сериале «Одинокие сердца». В последующие пару лет также следуют второстепенные роли в таких сериалах как: «Мастера вечеринок», «Посредник» и «Дайте Санни шанс».
Не впечатлённая темпами развития своей карьеры, Иден принимает решение приостановить попытки участия в дальнейших проектах и поступить в колледж. Тем не менее, до этого, она успевает сняться в пилотной серии будущего ситкома телеканала ABC — «Бывает и хуже». По сценарию девушка должна сыграть оптимистичного и неунывающего подростка, дочь главной героини Фрэнсис Хэк. И только уже в процессе обучения в колледже Иден узнает, что её утвердили на эту роль — сначала в 13 эпизодах, а позже и на весь сезон.
Большой успех продлил жизнь ситкома ещё на 8 сезонов и сделал знаменитыми весь актёрский состав. За роль Сью Хэк, в 2013 году, Шер получает премию «Выбор телевизионных критиков» в номинации «Лучшая актриса второго плана в комедийном сериале».
Также в 2013 году Иден решается на эксперимент и выступает сразу в нескольких новых для себя амплуа — продюсера, режиссёра и сценариста при создании своего первого короткометражного фильма «The Suitcase».
В 2015 году Шер выступает в роли исполнительного продюсера в комедии «ImagiGARY», где главную роль исполнил её коллега по сериалу «Бывает и хуже» Чарли Макдермотт, а также начинает озвучивать главную героиню мультсериала «Звёздная принцесса и силы зла» от студии Disney Television Animation.
В 2016 году выпускает свою первую книгу «The Emotionary: A Dictionary of Words That Don’t Exist for Feelings That Do». Её созданию послужил тот факт, что всю свою жизнь Иден страдает от dyscommunicatia (неспособность сформулировать ощущения словами), поэтому, всякий раз, когда актриса не могла описать свои чувства, она придумывала им свои особенные словечки. Со временем, все выдуманные слова, Шер решила собрать в один общий словарь и опубликовать его специально для людей с подобной проблемой.
В 2017 году Иден получает свою первую главную роль на большом экране в фильме «Сёстры по степу».
В мае 2018 года становится известно о планах телеканала ABC по разработке спин-офф продолжающего сюжетную линию героини Иден Шер из «Бывает и хуже». В октябре 2018 года будущему сериалу предварительно присваивается название «Sue Sue In The City», а первые показы также заранее анонсируют на начало 2019 года. Однако уже в ноябре того же года телеканал ABC отказывается от работы с данным проектом.

## Личная жизнь
В обычной жизни актриса демонстрирует свою активную позицию, как в социальной, так и в экологической сфере. Она любит выступать в качестве добровольца от различных благотворительных организаций, к примеру, содействует устойчивому сельскому хозяйству в Никарагуа.
Своими излюбленными хобби девушка называет прогулки со своими собаками, пение и театр.
В марте 2019 года, после четырёх лет отношений, Шер объявила о помолвке со сценаристом Ником Крон-Девико.
12 июля 2020 года, в связи с эпидемиологической ситуацией в стране из-за коронавируса, возлюбленные поженились на заднем дворе своего дома.
Осенью 2021 года у пары родились близнецы.

## Фильмография

### Актриса
| Год         |     | Русское название              | Оригинальное название               | Роль                           |
| ----------- | --- | ----------------------------- | ----------------------------------- | ------------------------------ |
| 2019        | с   | Девственница Джейн            | Jane the Virgin                     | мисс Филдз                     |
| 2018        | с   | Супермаркет                   | Superstore                          | Пенни                          |
| 2018        | ф   | Сёстры по степу               | Step Sisters                        | Бет                            |
| 2018        | мс  | Робоцып                       | Robot Chicken                       | Карен / Сара / овдовевшая мышь |
| 2017        | ф   | Окраина                       | The Outcasts                        | Минди                          |
| 2016        | с   |                               | Sing It!                            | Джессика                       |
| 2016        | ф   | Сезонники                     | Temps                               | Эми                            |
| 2015 — 2019 | мс  | Звёздная принцесса и силы зла | Star vs. the Forces of Evil         | Звёздочка Баттерфляй           |
| 2014        | ф   | Вероника Марс                 | Veronica Mars                       | Пенни                          |
| 2014        | с   |                               | Scotch Moses                        | Клэр                           |
| 2013        | с   |                               | Lizzie & Ali, a (Mostly) True Story | Эмили Дворкин                  |
| 2012        | с   | Два короля                    | Pair of Kings                       | Билли                          |
| 2010        | с   |                               | Stalker Chronicles                  | Дженни                         |
| 2009 — 2018 | с   | Бывает и хуже                 | The Middle                          | Сью Хэк                        |
| 2009        | с   | Мастера вечеринок             | Party Down                          | Моника Макспадден              |
| 2009        | с   | Дайте Санни шанс              | Sonny with a Chance                 | Люси                           |
| 2008        | с   | Посредник                     | The Middleman                       | Синди Маршалл                  |
| 2007        | с   | Одинокие сердца               | The O.C.                            | Джейн                          |
| 2006 — 2007 | с   | Сыны и дочери                 | Sons & Daughters                    | Кэрри Фентон                   |
| 2006        | с   | Дурман                        | Weeds                               | Гретхен                        |
| 2001        | кор |                               | Stuck                               | Девочка гусеница               |

### Продюсер
| Год  | Название на русском | Название на английском | Примечания              |
| ---- | ------------------- | ---------------------- | ----------------------- |
| 2013 |                     | The Suitcase           | продюсер                |
| 2015 |                     | ImagiGARY              | исполнительный продюсер |

### Режиссёр
| Год  | Русское название | Оригинальное название |
| ---- | ---------------- | --------------------- |
| 2013 |                  | The Suitcase          |

### Сценарист
| Год  | Русское название | Оригинальное название |
| ---- | ---------------- | --------------------- |
| 2013 |                  | The Suitcase          |

## Награды и номинации
Список наград и номинаций предоставлен сайтом IMDb.com.
| Год  | Награда                                 | Категория                                         | Работа                        | Результат |
| ---- | --------------------------------------- | ------------------------------------------------- | ----------------------------- | --------- |
| 2007 | Премия Гильдии киноактеров США          | Лучший актёрский состав в комедийном сериале      | Дурман                        | Номинация |
| 2010 | Молодой актёр                           | Лучшая актриса второго плана                      | Бывает и хуже                 | Номинация |
| 2011 | Выбор телевизионных критиков            | Лучшая актриса второго плана в комедийном сериале | Бывает и хуже                 | Номинация |
| 2011 | Молодой актёр                           | Лучший актёрский состав в комедийном сериале      | Бывает и хуже                 | Номинация |
| 2012 | Выбор телевизионных критиков            | Лучшая актриса второго плана в комедийном сериале | Бывает и хуже                 | Номинация |
| 2012 | PAAFTJ Television Awards                | Лучшая актриса второго плана в комедийном сериале | Бывает и хуже                 | Номинация |
| 2013 | Выбор телевизионных критиков            | Лучшая актриса второго плана в комедийном сериале | Бывает и хуже                 | Победа    |
| 2013 | Teen Choice Awards                      | Choice TV: Самая харизматичная актриса сериала    | Бывает и хуже                 | Номинация |
| 2014 | Teen Choice Awards                      | Choice TV: Самая харизматичная актриса сериала    | Бывает и хуже                 | Номинация |
| 2015 | Выбор телевизионных критиков            | Лучшая актриса второго плана в комедийном сериале | Бывает и хуже                 | Номинация |
| 2015 | Gold Derby Awards                       | Лучшая актриса второго плана в комедийном сериале | Бывает и хуже                 | Номинация |
| 2016 | Выбор телевизионных критиков            | Лучшая актриса второго плана в комедийном сериале | Бывает и хуже                 | Номинация |
| 2016 | BTVA Voice Acting Award                 | Прорыв года в озвучивании                         | Звёздная принцесса и силы зла | Номинация |
| 2016 | BTVA People’s Choice Voice Acting Award | Прорыв года в озвучивании                         | Звёздная принцесса и силы зла | Победа    |
| 2017 | BTVA Television Voice Acting Award      | Лучшее женское вокальное исполнение в телесериале | Звёздная принцесса и силы зла | Номинация |
| 2017 | BTVA Television Voice Acting Award      | Лучший вокальный состав в телесериале             | Звёздная принцесса и силы зла | Номинация |
| 2017 | BTVA People’s Choice Voice Acting Award | Лучшее женское вокальное исполнение в телесериале | Звёздная принцесса и силы зла | Номинация |
| 2017 | BTVA Television Choice Acting Award     | Лучший вокальный состав в телесериале             | Звёздная принцесса и силы зла | Победа    |
| 2018 | BTVA Television Voice Acting Award      | Лучшее женское вокальное исполнение в телесериале | Звёздная принцесса и силы зла | Номинация |
| 2018 | BTVA Television Choice Acting Award     | Лучшее женское вокальное исполнение в телесериале | Звёздная принцесса и силы зла | Победа    |